# 望古杜
望古杜（Wanggudu）是印度尼西亚东南苏拉威西省的一个城镇，是北科纳韦县的县治所在，位于苏拉威西岛东南。2010年统计，望古杜所在的阿塞拉区（Kecamatan Asera）共有13,745人。

## 资料来源
1. ↑  Biro Pusat Statistik, Jakarta, 2011.